# كاي آرثر
كاي آرثر (بالإنجليزية: Kay Arthur) هي كاتِبة أمريكية، ولدت في 11 نوفمبر 1933 في تشاتانوغا في الولايات المتحدة.